# Larvik Turn IF
El Larvik Turn IF es un equipo de fútbol de Noruega que juega en la Cuarta División de Noruega, la quinta categoría de fútbol en el país.

## Historia
Fue fundado en el año 1906 en la ciudad de Larvik como la sección de fútbol del club multideportivo Larvik Turn (fundado en 1865).
La mejor época del club ha sido la década de los años 1950, en la cual fue campeón de la Tippeligaen en 3 ocasiones y llegó a la final de la Copa de Noruega en 1956 que perdió ante el Skeid Fotball. El club no juega en la máxima categoría desde el año 1962, y han jugado en la Tippeligaen en más de 15 temporadas.

## Palmarés
- Tippeligaen: 3

1952, 1955, 1956

## Jugadores

### Jugadores destacados
- Gunnar Thoresen
- Hallvar Thoresen
- Tom Sundby
- Gunnar Halle